# Districte de Cuttack
El districte de Cuttack és una divisió administrativa d'Orissa, Índia, amb capital a Cuttack. Té una superfície de 3932 km² i una població (2001) de 2.340.363 habitants.

## Administració
Administrativament està formada per tres subdivisions amb 11 tehsils i 14 blocks de desenvolupament. Les subdivisions amb els seus tehsils són:
- Athagar
  - Narshingpur
  - Badamba
  - Tigiria
  - Athagarh
- Cuttack Sadar
  - Tangi Choudwar
  - Cuttack Sadar
  - Mahanga
  - Salepur
  - Kishorenagar
  - Niali
- Banki
  - Banki

El blocks són:
- Cuttack Sadar
- Baranga
- Kantapada
- Niali
- Tangi Chowdwar
- Salipur
- Nischintakoili
- Mahanga
- Athagarh
- Tigiria
- Baramba
- Narasinghpur
- Banki
- Dampara

## Geografia
Els grans rius de Cuttack entren a la mar per tres estuaris: Dhamra, Mahanadi i Devi.

## Història
Cuttack va sorgir com aquarterament militar per la seva situació inexpugnable entre els rius Mahanadi i Kathajodi. Es va formar per la unió de cinc viles: Choudwar Katak, Saranasi Katak, Sarangagarh Katak, Viraja Katak i Amaravati Katak. A partir del segle VII s'esmenta a Katak com un mercat a la seva regió. Al segle x fou capital regional sota els reis de la dinastia somavanansi d'Orissa. Al segle xii va incrementar la seva importància després de la conquesta d'Orissa per Chodaganga Deva que va traslladar la seva capital de Kalinganagar a Katak, en posició central. El fort Barabati fou construït el 1229 pel rei ganga Anangabhimadeva III. Després de la dinastia ganga va seguir la dinastia Gajapati, i Katak va restar capital. Quan la regió fou ocupada pels afganesos era una capital ben fortificada. Els afganesos van conservar poc temps Orissa que va passar a l'Imperi Mogol; va restar capital de la província mogol d'Orissa. Al segle xvii hi va haver la penetració maratha, i va esdevenir el mercat principal del comerç entre Orissa, els britànics de Bengala i del Circars del nord, i Nagpur. Va esdevenir britànica pel tractat de Deogaon el 1803. El districte es va organitzar el 1829 separat del districte de Puri i del districte de Balasor. La superfície del districte el 1881 era de 9109 km² (9464 km² el 1901). La població era:
- 1872: 1.494.784 (5500 pobles)
- 1881: 1.738.165
- 1891: 1.937.671
- 1901: 2.062.758

El 1866 el districte fou devastat per una gran fam, i els britànics van realitzar després diverses obres, dics, rescloses, camins, carreteres i finalment el ferrocarril que la va enllaçar amb Madras i Calcuta. La municipalitat es va crear el 1876. Fou seu de la subdivisió o subprovíncia d'Orissa fins al 1936. Un dels elements més notables del districte era el fort de Chatia; altres restes arqueològiques estaven situades a Naltigiri i Udayagiri. La capital era Cuttack.
Administrativament el formaven tres subdivisions: 
- Cuttack
- Kendrapura
- Jajpur

El 1829 Cuttack incloïa 1509 principats zamindaris amb 2118 propietaris; el 1871 el nombre havia pujat a 3.571 i 9.554 propietaris; posteriorment aquestes xifres van seguir pujant.
La subdivisió de Cuttack tenia una superfície de 4.046 km² i una població d'1.035.275 habitants el 1901. La capital era Cuttack amb 51.364 habitants el 1901, i hi havia a més a més 2.599 pobles.
El 1936 va passar a ser capital provincial. El 1995 va perdre el seu rang quan es va decidir el trasllat de la capital de l'estat a Bhubaneswar a uns 30 km.